# بلاگووو (استان مونتانا)
بلاگووو (به بلغاری: Blagovo) یک منطقهٔ مسکونی در بلغارستان است که در شهرستان مونتانا واقع شده‌است.